# Resistencia no violenta

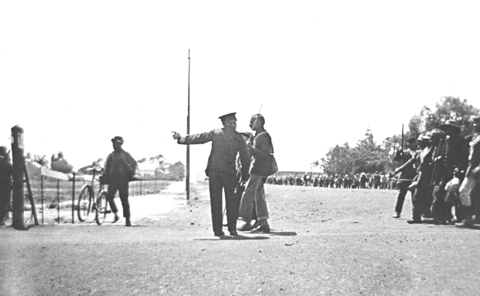
Un policía confronta a Gandhi (1913).

La resistencia no violenta, lucha no violenta, desobediencia no violenta, acción no violenta, no violencia activa o resistencia pacífica es una táctica de protesta relacionada con la desobediencia civil que propugna el logro de un cambio político, social y cultural sin necesidad del empleo de la violencia como arma política.
En la práctica utiliza protestas simbólicas y actos de no-cooperación en las áreas políticas y económicas.
En general, el concepto de la no violencia busca comportamientos que no son habituales en las maneras y costumbres de la población. Consiste en provocar la atención mediante la sorpresa. Es una forma de afirmar la disconformidad con una práctica que se considera injusta y emplea actos de omisión (donde se rechaza realizar acciones socialmente aceptadas o de obligado cumplimiento por ley o normativa); actos de comisión (cuando, por el contrario, se realizan acciones contrarias a la costumbre o prohibidas); o una combinación de ambos.

## Origen e historia

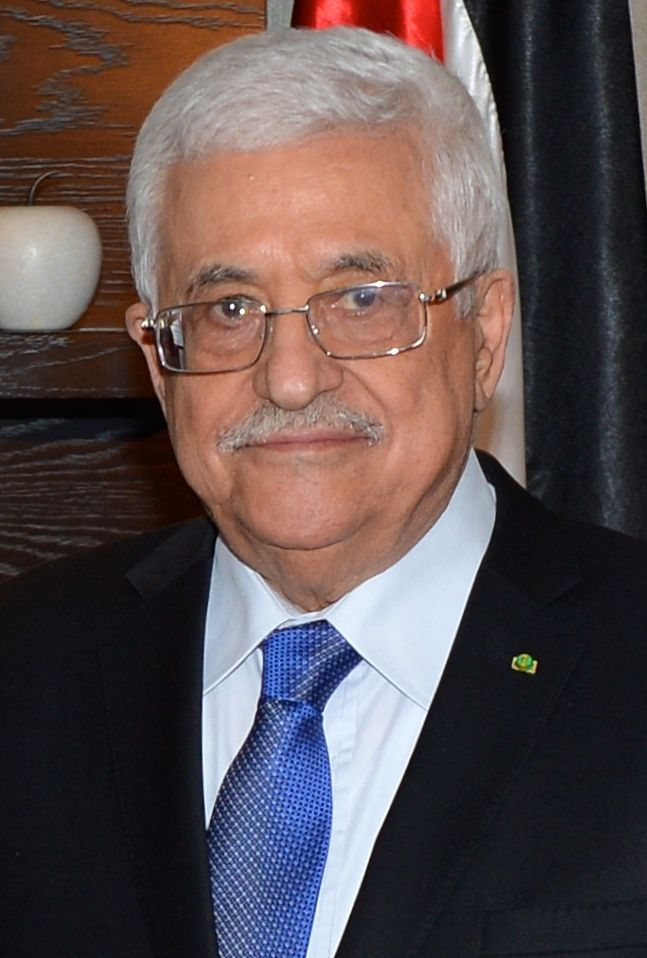
Mahmud Abás. Durante su mandato, ha tenido que hacer frente a la difícil situación territorial, al conflicto con Israel y al conflicto político entre Hamás y Fatah.

En inglés esta doctrina de lucha es usualmente conocida como  Nonviolence, sin embargo, algunas organizaciones de habla hispana prefieren usar el término No violencia activa para diferenciarlo de una actitud de pasividad (resistencia pasiva: solo negarse a hacer algo indicado desde el poder convencional o un gobierno). El propio Gandhi hizo mucho énfasis en entender la 'noviolencia' como la forma de resistencia civil con dosis de ética, no solo como negación a colaborar sino como una forma de decir no construyendo (programa constructivo).
Si bien la "no violencia activa" se originó metodológicamente con Gandhi en la India, él la denominó 'satyagraha', es decir, «resistencia civil más ética».
Se pueden mencionar múltiples promotores de esta metodología de lucha, entre ellos presidentes y laureados premios Nobel por sus esfuerzos, entre otros: León Tolstói de Rusia, Albert Einstein de Alemania, Martin Luther King, James Bevel y Gene Sharp en los Estados Unidos, Andrei Sakharov de la Unión Soviética, Lech Walesa de Polonia, Vaclav Havel por Checoslovaquia, Nelson Mandela y Desmond Tutu en Sudáfrica, Adolfo Pérez Esquivel, Mario Rodríguez Cobos en Argentina, Clotario Blest en Chile.
Acontecimientos anteriores previos a la lucha de Gandhi. Según la Comunidad para el desarrollo humano de la Argentina, se pueden mencionar, antes y después de la lucha de Gandhi, los siguientes hechos:
- La Huelga de los Plebeyos: En el 494 a. C., decidieron retirarse al Monte Aventino, negándose así a asumir las tareas a las que tenían obligación en la ciudad. Esta acción de no-cooperación concluyó con un acuerdo; La Ley de las XII Tablas;[7] que mejoró de una manera importante el estatuto de la plebe en la ciudad romana. (ver Secessio plebis)
- Israel en el 26 d. C. pueblo israelita hizo una protesta muy vigorosa, pero sin violencia, contra el plan de Poncio Pilato para plantar imágenes idolatras de las águilas de Júpiter en el Templo de Jerusalén. Esta acción de desobediencia civil tuvo un gran éxito.

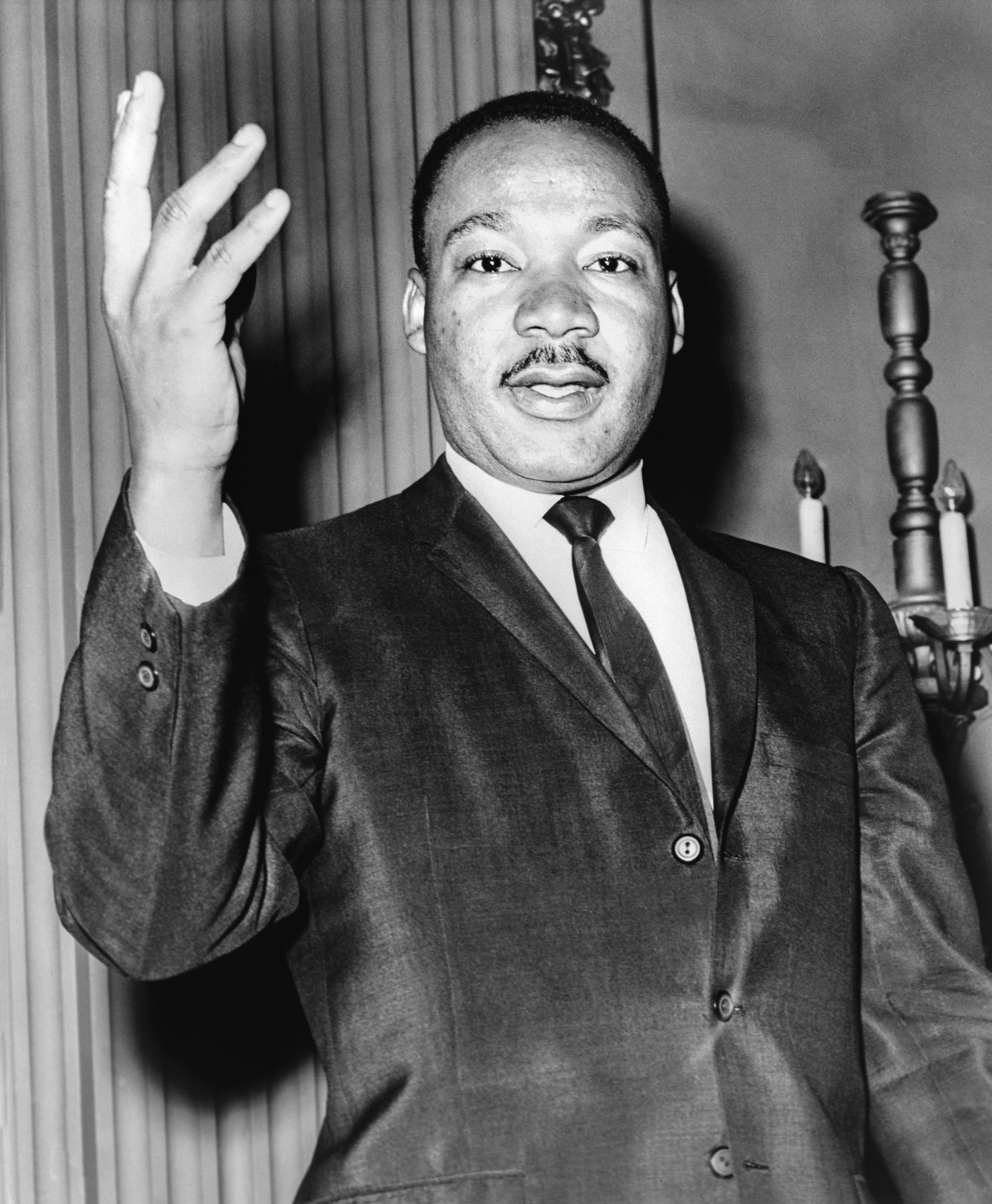
Martin Luther King Jr. apóstol de la no violencia activa por los Derechos Civiles en Estados Unidos

- Hungría 1867: Los húngaros logran arrancar su autonomía a Austria por métodos de acción no-violenta.
- Finlandia, 1905: Los Finlandeses consiguieron una relativa independencia de la Rusia Zarista, después de una huelga general y de acciones no-violentas y de no-colaboración.
- India y Pakistán: En 1940 se inicia la fase final de la gran acción y campaña de Gandhi en la India. Con una clara, inteligente y organizada estrategia de lucha no-violenta, pone en jaque a uno de los grandes imperios de la época y consigue la liberación de la India y Pakistán.
- El Salvador: En 1944 se dio un hecho poco conocido, el dictador Martínez fue obligado a dimitir y a huir al extranjero por medio de una acción organizada totalmente mediante la metodología de la no violencia activa. Un hecho extraordinario que no se ha vuelto a repetir en dicha nación.

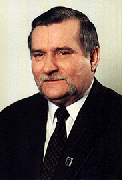
Lech Wałęsa.

- Estados Unidos: En 1955, el reverendo Martin Luther King inicia la campaña contra el segregacionismo racial por medio de la 'noviolencia', llamando a boicots (como el de los autobuses en Montgomery, Estado de Alabama) y otras acciones políticas noviolentas (sentadas, ocupaciones de cafeterías segregadas, los viajes de la libertad, etc.), obteniendo resultados concretos en beneficio de la población afroamericana de ese país. Posteriormente se uniría al movimiento contra la guerra de Vietnam, hasta su asesinato.
- Movimiento contra la guerra de Vietnam: Fue el primer movimiento que aplicó exitosamente la noviolencia contra la guerra en EE. UU., después de Thoreau, en general (salvo incidentes violentos aislados) el movimiento aplicó en forma masiva y exitosa la desobediencia civil a través de marchas, tomas de edificios públicos y manifestaciones multitudinarias, principalmente de estudiantes universitarios. Este movimiento contó con el apoyo de afamados artistas internacionales como John Lennon entre otros. A pesar de su carácter pacífico, el movimiento soportó represiones violentas, entre las que se destaca la Masacre de la Universidad Estatal de Kent.
- Portugal: En 1974, el ejército y pueblo luso se alzaron pacíficamente contra la dictadura de António de Oliveira Salazar en la conocida como Revolución de los claveles.
- Chile: En 1978 el sindicalista de 80 años, Clotario Blest, se encadena a las rejas del ex-Congreso Nacional con un grupo de mujeres de presos políticos como forma de protestar contra la política represiva de la dictadura militar del general Augusto Pinochet.
- Polonia: En 1980, Lech Wałęsa, junto con el sindicato Solidaridad inicia una huelga a la que luego se sumarían todos los sindicatos independientes, lo que derivó en una campaña, por la no violencia activa, que puso fin al régimen comunista en Polonia.
- Alemania: Los Manifestaciones del lunes, Leipzig, 1989.
- España: En 2017, la policía nacional y la Guardia Civil cargaron contra los votantes que obstaculizaron la entrada e intervención de los colegios electorales durante el referéndum ilegal de independencia de Cataluña del 1 de octubre. Los votantes hicieron uso de la resistencia pacífica, para mantener los colegios abiertos y ejercer su voto. Aunque el Tribunal Supremo Español en su  sentencia al Proces, si reconoció que hubo violencia que obstruyó las órdenes judiciales, pero no la suficiente como para condenar a los imputados por rebelión.

Actualmente existen muchas organizaciones que aplican la noviolencia para el logro de sus objetivos, entre las que se destacan las organizaciones contra la Guerra de Irak, el Movimiento Internacional de Solidaridad, entre otras.

## Características
Aunque las experiencias   históricas sobre la resistencia noviolenta son tan antiguas como las sociedades humanas, la resistencia noviolenta moderna se debe a la experiencia del movimiento de independencia indio y las enseñanzas de Gandhi (que él designaba satyagraha) quien a su vez se inspiró en León Tolstói y Henry D. Thoreau, y básicamente comprendería algunos de estos elementos en el proceso:
- Resistencia ética, moral, religiosa, ideológica (originalmente la 'no-resistencia', no resistirse al mal causando injusticia).
- Intentar la Negociación e incluso el arbitraje.
- Preparación, entrenamiento y concienciación del grupo (rebelde) para la acción directa.
- Agitación y peticiones concretas de cambio y transformación del régimen o sistema político-social.
- Emisión de un ultimátum (dirigido al oponente u opresor).
- Medidas de Boicoteo económico y medidas de huelga.
- No cooperación o no colaboración política (por ejemplo, con las autoridades).
- Formas de acción directa o intervención noviolenta como la Desobediencia civil.
- Creación de instituciones paralelas (como la usurpación de las funciones de gobierno).
- Desafío total con la creación de un gobierno paralelo.

Estas medidas Gandhi las aplicó y dirigió durante las acciones por la independencia de la India del poder imperial británico.
Las mismas han sido modificadas por otros dirigentes pacifistas que usaron la no violencia activa y la desobediencia civil como métodos para lograr cambios en sus sociedades. Cada lucha particular, en la historia, ha cobrado sus propias características y formas, pero todas siguen en gran medida las enseñanzas de Gandhi sobre la no violencia activa. La aplicación de este método implica ventajas y limitaciones que requieren un estudio profundo del mismo.

## Tipos de acciones noviolentas
Existen muchas maneras de clasificar las acciones noviolentas. Probablemente la más conocida es la del sociólogo estadounidense Gene Sharp, fundador del Albert Einstein Institution. Sharp detalló en 1973 198 métodos concretos de acciones noviolentas. Desde entonces, el número ha aumentado y las variantes de cada actuación también. Sharp clasificó los métodos noviolentos en tres grandes grupos: primero, protesta, persuasión o denuncia; segundo, no cooperación; y tercero, intervención o acción directa.

### Métodos de protesta y persuasión
También conocidos como agitación. Consisten en acciones simbólicas para convencer al oponente o para expresar rechazo o disconformidad, a través de una estrategia que busca un cambio. Las personas objetivo difieren en cada contexto aunque, en general, toda acción va dirigida a toda la ciudadanía que pueda y quiera escucharla. En ocasiones, la protesta se realiza contra lo que se considera un oponente (como delegaciones de gobierno, centros penitenciarios o juzgados). Se trata de hacer visible una injusticia y cambiar la situación a través de la presión popular. Y cuanta más gente, mejor. Existe una infinidad de métodos de protesta (Sharp propuso 54). Los más conocidos son las manifestaciones y las charlas públicas, pero también incluyen marchas, encuentros públicos, ayunos, distribución de panfletos, renuncias a premios o diversas formas de dramatización.

### Métodos de no cooperación

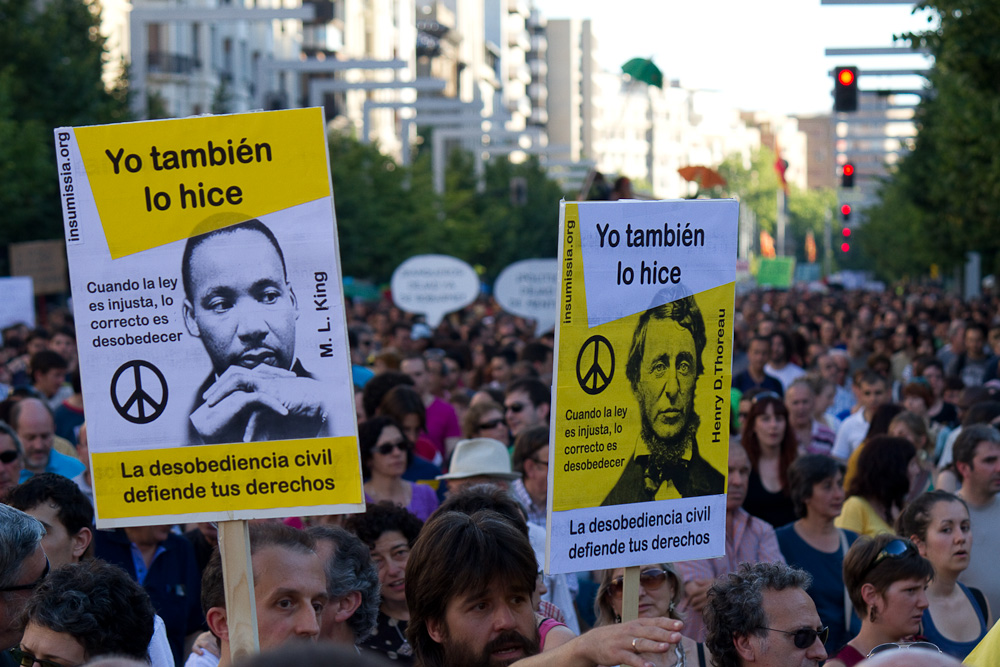
Manifestación con los rostros de dos destacados personajes que preconizaron la desobediencia civil no violenta, M. Luther King y Henry D. Thoreau.

Son actos de omisión, donde una persona o colectivo retira de forma deliberada y consciente su apoyo a ciertas estructuras o prácticas. La no cooperación consiste en evidenciar una injusticia y denunciarla, y en presionar a quien puede cambiar la situación a través incluso de poner en riesgo su estabilidad. En la no cooperación, el mensaje es claro y sencillo: si colaboras con una situación de injusticia puedes convertirte en cómplice. Existen tres grandes grupos de métodos de no cooperación, siempre según Sharp: social, económica y política. La forma más conocida es la económica, que a su vez se divide en boicots económicos y huelgas. Sharp propone un total de 101 métodos: 16 de no cooperación social, 26 de boicot económico, 23 de huelgas y 36 de no cooperación política. Para que un acto de no cooperación sea efectivo, se requiere por lo general que participe un gran número de personas. Si está apoyado por un grupo muy numeroso (o muy influyente) puede crear serias dificultades al oponente, incluso amenazar el sistema. La no cooperación, en especial el boicot económico, está directamente relacionada con el consumo responsable. Negarse a adquirir productos de fabricantes o comercializadores que no respetan los derechos humanos o laborales o negar nuestro dinero a quien no garantiza un buen uso (caso de la banca armada), por ejemplo, constituyen actos de no cooperación con situaciones injustas.

### Métodos de intervención o acción directa
La protesta y la no cooperación requieren, por lo general, de un cierto tiempo para alcanzar los objetivos y de un gran número de personas que las secunden para ser efectivas. En la acción directa noviolenta, sin embargo, poca gente puede provocar un gran impacto. Estos métodos buscan un cambio de una situación de injusticia directamente a través de la intervención. Muchas veces, estos métodos suponen un mayor grado de participación y compromiso, de disciplina noviolenta y coraje, ya que suelen ser más difíciles de sostener. En ocasiones, pueden suponer situaciones de represión más intensas que en otros métodos. Con frecuencia, son actos de comisión. Algunos de los ejemplos más conocidos de intervención noviolenta en el territorio español han sido los llevados a cabo por el Movimiento de Objeción de Conciencia (denunciando la militarización de la sociedad y llamando a la insumisión y a la deserción) y por Greenpeace (denunciando los abusos contra el ambiente y advirtiendo sobre sus consecuencias). Entre los métodos de intervención noviolenta (Sharp menciona 42) se incluyen ocupaciones, huelgas de hambre, obstrucción no violenta, invasión no violenta y gobierno paralelo.

### Mecanismos de cambio
La noviolencia busca transformar una situación de injusticia apelando a la conciencia del oponente. Se trata de solucionar un conflicto de una forma que satisfaga a todas las partes. Quien debe resultar derrotada es la injusticia, no las personas. Para ello, el grupo noviolento que pretende tener la razón tendrá que argumentar su causa y convencer al antagonista para que cambie sus percepciones y actitudes. De resultar exitosa, el cambio podrá realizarse de al menos cuatro maneras: primera, la conversión, donde el oponente cambia su percepción, convencido de la situación de injusticia anterior. En este caso, nadie ha perdido, excepto la injusticia, y todos han ganado, ya que la nueva situación producirá unas mejores y más justas condiciones. Segunda, la acomodación, en la que el opositor no cambia de opinión, pero acepta las reivindicaciones de los noviolentos. Continúa pensando lo mismo, pero producto de su falta de conformidad con sus propios principios, acepta la nueva situación con indiferencia. En este caso, el oponente no ha sido derrotado ni ha fracasado, simplemente ha concedido. La acomodación habría sido el mecanismo de cambio más habitual en la historia de los éxitos de la noviolencia. Tercera, la coerción noviolenta. El antagonista no cambia su punto de vista, ni tampoco concede. Está forzado a aceptar las reivindicaciones de los noviolentos, producto de presiones de jerarquías superiores, la población o su propio entorno. El cambio se consigue contra su voluntad y sin su consentimiento. Ha sido derrotado, o al menos, así puede sentirlo. También puede verse como una derrota parcial de la noviolencia, pues se trataba de evidenciar una situación de injusticia, que todos debían reconocer, adversarios incluidos. Finalmente, la desintegración, cuando el oponente deja de existir como entidad política. Las razones abarcan desde la aceptación de la injusticia que representaba y la aceptación de su disolución, hasta la desintegración promovida por medios coercitivos, donde el opositor no ha aceptado las reivindicaciones de los noviolentos, que continúa objetando.